# Alt Maresme

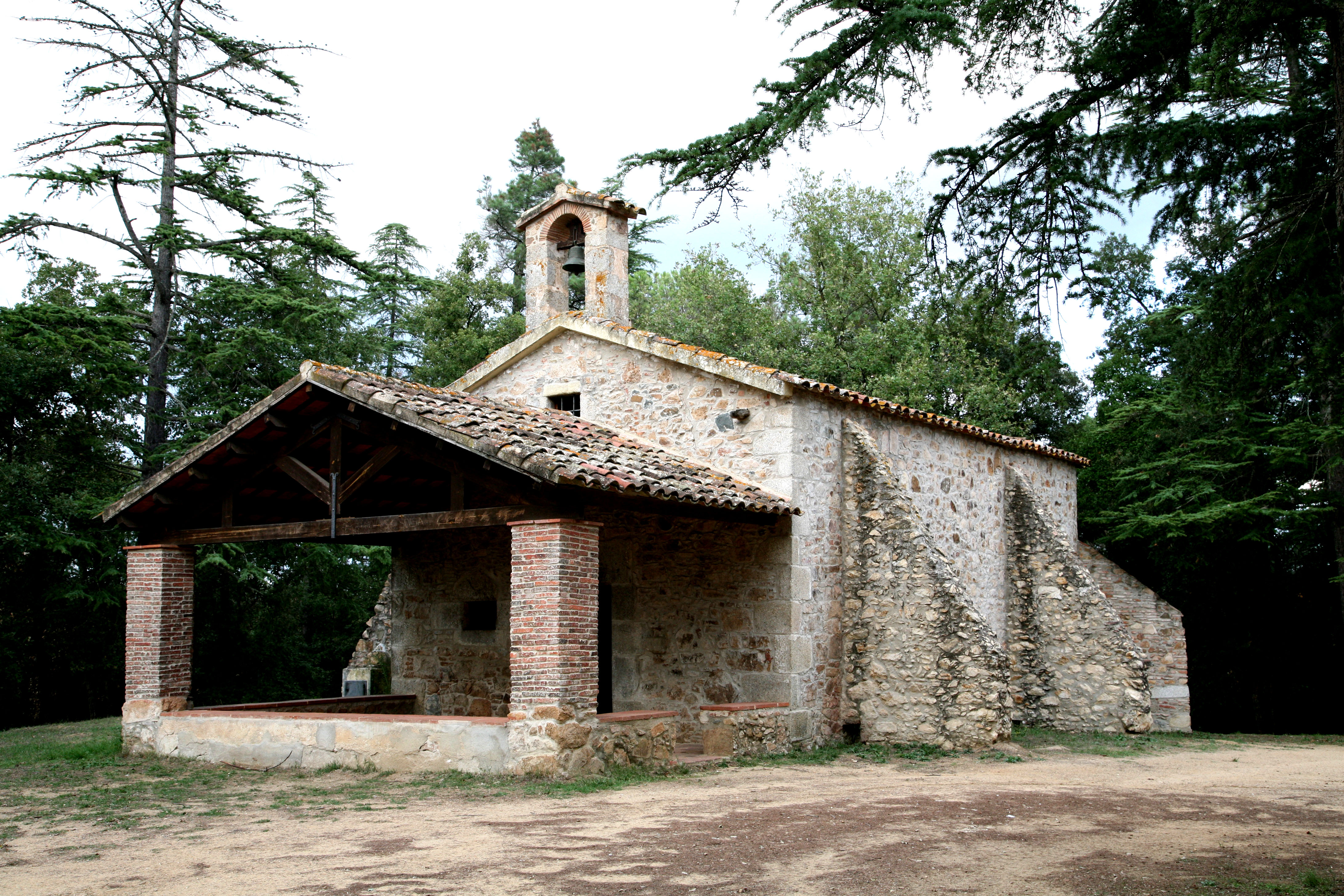
Ermita a Tordera

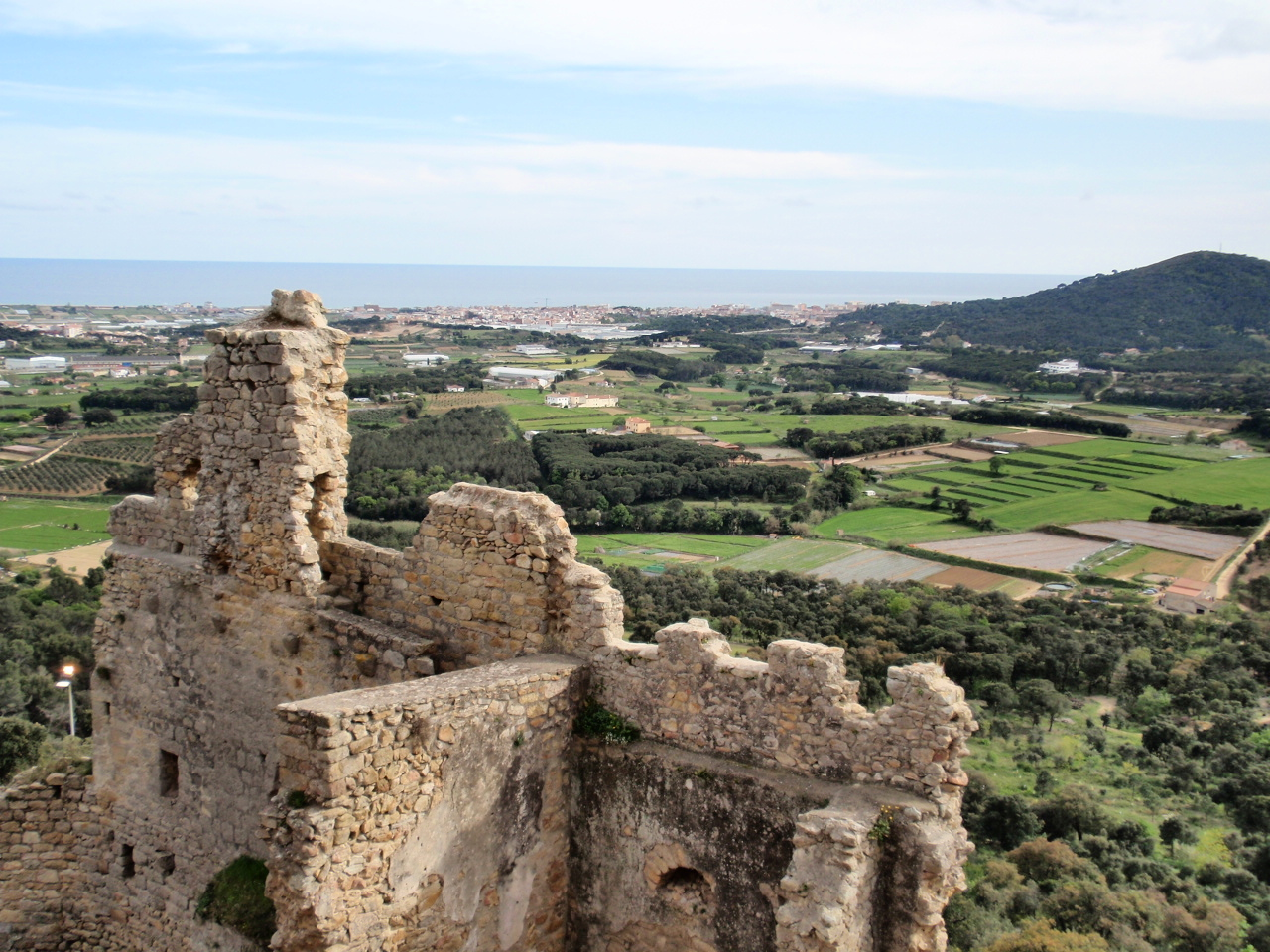
Ruïnes de l'antic Castell de Palafolls

L'Alt Maresme és una subcomarca sense ús administratiu que inclou diversos municipis del Maresme, al nord-est de Mataró, i històricament reclamada, en especial pel que fa als municipis de Tordera, Malgrat i Palafolls, limítrofs amb la Selva. A finals de 1980, el 2005 i 2007 es va tornar a intentar fer via lliure a la seva tornada a la província de Girona. El sentiment majoritari es gironí; tanmateix, però, les administracions públiques no ultimen els passos per a proposar l'inclusió d'aquesta zona a la província de Girona, mitjançant la formació d'una nova comarca o la inclusió a la Selva. Una possible solució podria ser l'aprovació definitiva de les vegueries, atès que aquesta zona quedaria inclosa dins de la vegueria de Girona. Els dotze municipis que en formen part són, de sud-oest a nord-est: 
- Arenys de Mar
- Arenys de Munt
- Canet de Mar
- Sant Iscle de Vallalta
- Sant Pol de Mar
- Sant Cebrià de Vallalta
- Calella
- Pineda de Mar
- Santa Susanna
- Malgrat de Mar
- Palafolls
- Tordera

A aquesta subcomarca de 255,01km² hi havia 138.647 habitants segons el cens del 2011. El municipi més poblat és Pineda de Mar (25.838 hab.), i el menys poblat Sant Iscle de Vallalta (1.304 hab.).
La frontera històrica entre l'Alt i Baix Maresme és a la riera de Caldes. L'Alt Maresme pertanyia a la diòcesi, comtat, vegueria i corregiment de Girona, des de 1303 fins al 1833. Amb la divisió provincial del 1833 es va segregar de la jurisdicció tradicional i històrica de Girona per incorporar-lo a la província de Barcelona, però es va crear el partit judicial d'Arenys de Mar per mantenir les particularitats de la diòcesi de Girona en l'ordre judicial. A més a més, des de Canet de Mar fins a Tordera tota aquesta zona pertany a la regió sanitària de Girona. Fogars de la Selva es va incloure en la província de Barcelona i en el partit judicial d'Arenys de Mar, però des de la divisió comarcal de 1936 pertany a la comarca de la Selva, anteriorment forma part del terme municipal de Tordera.

## Geografia

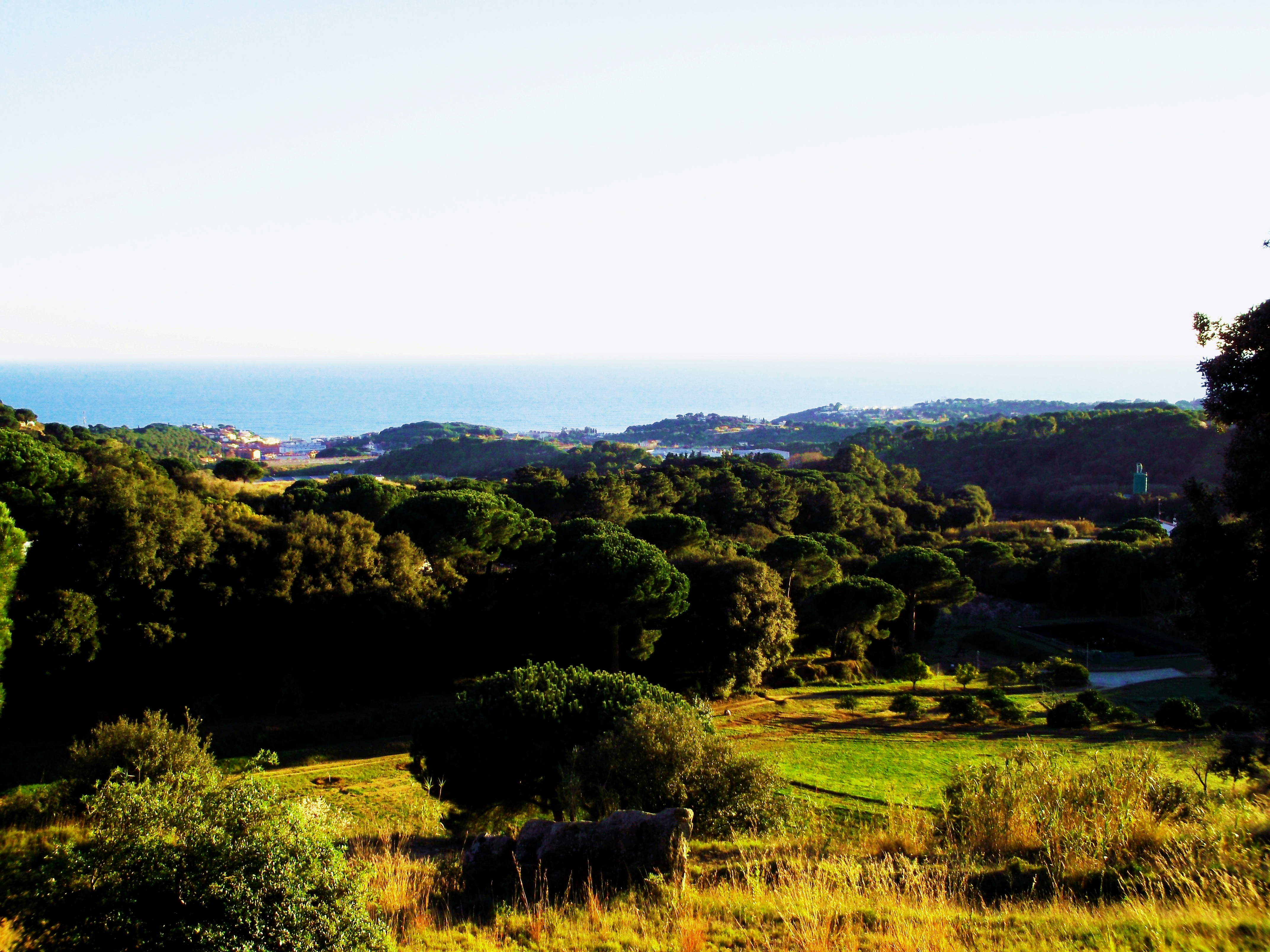
Canet de Mar

L'Alt Maresme està dominat com una zona d'altiplans, ja que conté des de muntanyes de 798 m (Turó Gros, a Sant Iscle de Vallalta) i va descendent l'altura mitjana de tots els turons a una altura de 300 m, com el Turó d'en Ventveió, a Canet de Mar.
Les rieres fan que l'aigua baixi per totes les valls i van creant les maresmes, de les quals ve denominada aquesta zona. Les rieres de més llargària són;
- La Riera d'Arenys
- La Riera Gavarra, a Canet de Mar
- La Riera de La Vallalta, a Sant Pol de Mar
- La Riera de Capaspre
- La Riera de Pineda
- La Riera de Santa Susanna
- El Riu Tordera

La subcomarca de l'Alt Maresme està marcada pel Parc Natural del Montnegre i el Corredor. Les serralada Litoral esta compresa per diferents turons aïllats grans i petits, creant discontinuïtats topogràfiques, que arriben fins al nivell de costa com el nostre cas és el Turó de Sant Pol.
Molts factors topogràfics i geològics originen multituds de microclimes, relacionats amb la temperatura, disponibilitat d'aigua, gruix de sediments, combinació de la llum solar, entre d'altres fan que la vegetació, la flora i la fauna sobrevisqui.
L'Alt Maresme està compost per cinc unitats biogeogràfiques; La serralada, les valls interior, la plana litoral i les conques interiors, el litoral i la vall de La Tordera.
| Topònim               | Municipis                                                                   | Altura   |
| Turó de Ca l'Amar     | Arenys de Munt                                                              | 416m     |
| Turó del Pollastre    | Arenys de Munt                                                              | 295m     |
| Turó de Ca l'Arquer   | Arenys de Munt                                                              | 353m     |
| Pedracastell          | Canet de Mar i Sant Iscle de Vallalta                                       | 309m     |
| Turó de Noè           | Canet de Mar                                                                | 305m     |
| Turó d'en Vives       | Sant Iscle de Vallalta                                                      | 765m     |
| Turó Gros             | Sant Celoni                                                                 | 766m     |
| Turó de la Grimola    | Tordera                                                                     | 625m     |
| Puig d'en Caselles    | Tordera                                                                     | 628m     |
| Turó de Llevant       | Calella i Pineda de Mar                                                     | 405m     |
| Turó dels Castanyers  | Tordera                                                                     | 375m     |
| Puig de l'Estrell     | Tordera                                                                     | 455m     |
| Roca-rossa            | Tordera                                                                     | 314m     |
| Turó Gros de Miralles | Santa Susanna i Tordera                                                     | 343m     |
| Montagut              | Malgrat de Mar                                                              | 218m     |
| Turó del Castell      | Palafolls                                                                   | 154m     |
| Turó de la Dona Morta | Maçanet de la Selva                                                         | 190m     |
| Turó d'en Gall        | Blanes                                                                      | 304m     |
| Montalt               | Arenys de Munt, Sant Andreu de Llavaneres, Dosrius i Sant Vicenç de Montalt | 596m     |
| Els Crous             | Sant Cebrià de Vallalta                                                     | 291m     |
| El Corredor           | Arenys de Munt                                                              | 642,2 m. |

### Costa
Malgrat de Mar disposa de 4,5 km de façana marítima amb una amplada entre 50 i 100 m, formada per tres platges i la punta de la Tordera. Disposa de miniclub per als infants durant els mesos de juliol i agost; i servei d'animació els 7 dies de la setmana, dins el programa de turisme familiar. Destinació de Turisme Familiar.
- La Conca
- Malgrat Centre
- Astillero
- Punta de la Tordera

Destinació de turisme familiar i esportiu, el municipi de Santa Susanna disposa de més de dos quilòmetres de platja.
- Dunes
- Caletes
- Llevant

Tot el municipi de Pineda de Mar és obert al mar amb una platja de 2.820 m de longitud i una amplada mitjana d'uns 40 m. Especial cura en el manteniment de la qualitat de l'aigua i de la sorra amb analítiques periòdiques de l'aigua de bany i de la sorra de la platja.
- Platja dels Pins
- Platja dels Pescadors
- Platja de la Riera
- Platja de Poblenou
- Platja Gran

Calella disposa de 3 km de platja d'una amplada mitjana de 55 metres: Gran, Garbí, Les Roques
Sant Pol de Mar disposa de petites cales rocoses de sorra neta i gruixuda entre els penya-segats i el mar amb molts serveis, equipaments i accessibilitat. Totes les platges disposen de vigilància dinàmica.
- La Murtra
- Can Villar
- Sant Pol / Els Pescadors
- La Platjola / Les Escaletes
- Morer
- Roca Grossa

Canet de Mar disposa de 2.150 m de costa de platges sorrenques, de fàcil accés a peu o amb bicicleta. A la part est del passeig marítim gaudeix d'una àrea de protecció de la vegetació litoral, palmeres, moreres i amb plantes típiques del litoral català (fonoll marí, el rave de mar, el cascall marí, atzavara, etc.)
- Roques Blanques/Sant Crist
- Platja de Canet
- Platja del Cavaió

Arenys de Mar disposa de tres platges de sorra daurada de gra gruixut: Cavaió, La Picòrdia i la Musclera. A més hi ha el port d'Arenys